# Arahnofobija
Arahnofobija (grč. aráchnē = pauk i phóbos = strah) je abnormalan strah od paukâ i bilo čega što podsjeća na njih, na primjer paukove mreže ili paukolikih stvari. Ovo je jedna od najčešćih fobija; istraživanja pokazuju da 50 % žena i 10 % muškaraca pokazuje simptome. Arahnofobija pogađa 3,5 do 6,1 % svjetske populacije.
Studija iz 2001. godine utvrdila je da bi ljudi mogli brže otkriti slike pauka među slikama cvijeća i gljiva nego što su mogli prepoznati slike cvijeća ili gljiva među slikama pauka. Istraživači pretpostavljaju da je to stoga što je brza reakcija na opasnost od pauka bila relevantna za evoluciju čovjeka.